# المظاهر (فلم)
المظاهر هو فيلم مصري تم إنتاجه عام 1945، تأليف وإخراج كمال سليم و بطولة رجاء عبده، يحيى شاهين.

## قصة الفيلم
في حارة الخط بباب الشعرية تعيش هنية مبارك (رجاء عبده) مع خالتها (ثريا فخري) في بيتها الملك وفي الحارة يسكن عندهم المعلم مدبولي (عبد العزيز خليل) الطرابيشي ولا يدفع الإيجار ويفرض إتاوة على أهل الحارة، استأجر الاسطى محمود البنهاوي (يحيى شاهين) الميكانيكي وصبيه سمك (إسماعيل يس) محلاً في الحارة، وحاول مدبولي ان يطويه تحت جناحه ففشل وعندما طالبته هنية بالأجرة اعتدى عليها ودافع عنها محمود وضرب مدبولي وكسر شوكته في الحارة، ونشأت عاطفة حب بين محمود وهنية وتعددت لقاءاتهما وإتفقا على الزواج. وتشرف خالتها على الموت فتصارحها بأن لها عم يدعى رضوان حمزة (فؤاد شفيق) وتطالبها ان تذهب إليه بعد موتها. يبحث محمود عن العم حتى يجده في فيللا بالزمالك، وتظن هنية انه يعمل بها، ثم تكتشف انه صاحبها، وانه رجل ثرى يمتلك عدة مطاحن ومتزوج من منيرة هانم (علوية جميل) والتي كانت فيما مضى من أسرة ثرية هي وأولادها الثلاثة (أمينة شريف) و(نجوى سالم) و(محمد راغب) وجار عليهم الزمن، وتقابلوا مع رضوان فآواهم، ولكنهم يعاملونه بطريقة مسيئة لأنهم من طبقة عاليه وهو كان ابن بلد من باب الشعرية. كان مبارك والد هنية شريكا لرضوان في المطاحن ولهنية نصف المطاحن، ولكن منيرة أجبرت رضوان على إخفاء الميراث عن هنية، لتتمتع هي وأولادها بالثروة وحدهم، وكانوا جميعا من العاطلين. بدأت هنية تنعم في عز وجو آخر حفلات ورقص وغناء وخمر وسهرات، وكان نبيل بيه (إستفان روستي) مدير المطاحن وعشيقته شريفة (ميمي شكيب) يعلمون ان هنية لها نصف المطاحن، وكان نبيل يتلاعب بالحسابات، وخاف ان ينكشف أمره وأراد اللعب على هنية للزواج بها، وأخذها إلى مجتمع لم تتعود عليه وبهرها به حتى ان محمود عندما قابلها أنكرته كحبيب وقالت له أنت شئ وانا شيئا آخر، فقد غرتها المظاهر، وتمت خطبة نبيل وهنية. إشتكى عمال المطاحن إلى محمود من سوء المعاملة، فتوسط لهم عند هنية فقام نبيل بفصلهم من العمل وعندما اتصلت هنية بنبيل لتستفسر عن فصل العمال، سمعت أصوات نسائية بمنزله، فذهبت مسرعة إلى هناك ومن طرف خفى سمعت شريفة ونبيل يتحدثون عنها وعلمت بكل خيوط المؤامرة فقامت بفسخ الخطبة، وذهبت إلى محمود الذي أنكرها كما أنكرته من قبل. كان نبيل يعد العدة لنهب صفقة من القمح وصلت إلى المطاحن، فأخبر العمال محمود الذي ابلغ البوليس، ثم اصطحب العمال إلى المطاحن وقبضوا على نبيل وعصابته وسلموهم للبوليس. ولما حاول رضوان شكر محمود وجعله مديرا للمطاحن، سخر منه لأنه شرابة خرج يتبع أوامر زوجته التي تقوده هي وأولادها ومش بعيد تكون هنية أصبحت مثل زوجة عمها. ثار رضوان على منيرة وأولادها ووضعهم في حجمهم الطبيعى وطالبهم بالنزول للعمل وقال لهنية لا تعودى للبيت إلا وفي أيدك محمود فهو الزوج المناسب لأنه ليس عاطلا.

## فريق العمل

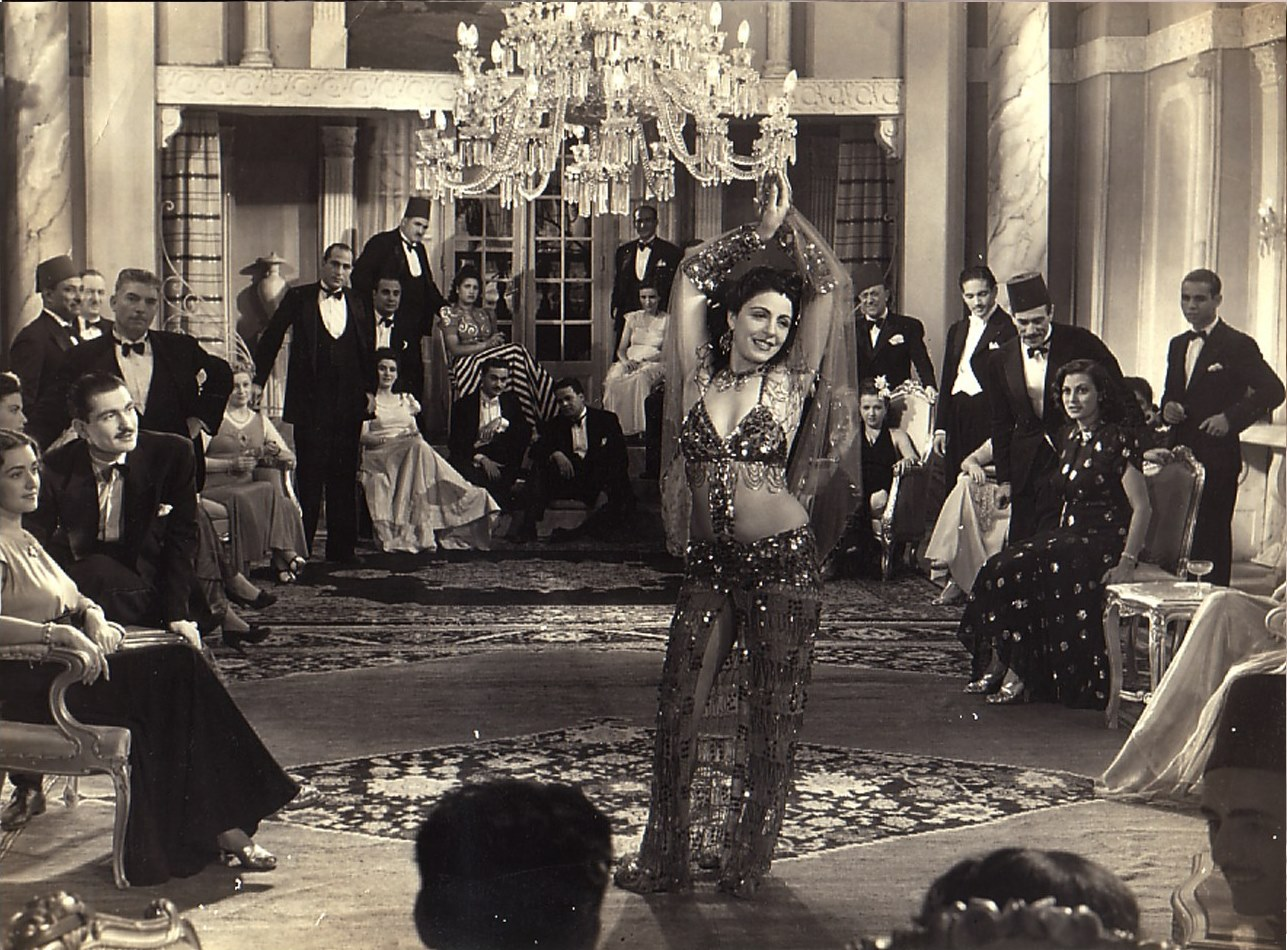
من خلف كواليس فيلم المظاهر عام 1945.

تأليف وإخراج: كمال سليم
بطولة:
- رجاء عبده
- يحيى شاهين
- علوية جميل
- فؤاد شفيق
- ثريا فخري
- إسماعيل ياسين
- عبد العزيز خليل
- فردوس محمد
- إستيفان روستي
- ميمي شكيب
- أمينة شريف
- محمد الديب
- نبوية مصطفى
- محمد شوقي
- عبد المنعم إسماعيل
- حسن كامل

## روابط خارجية
- مقالات تستعمل روابط فنية بلا صلة مع ويكي بيانات